# Franciszkowo (powiat iławski)
Franciszkowo (niem. Freudental) – wieś sołecka w Polsce w województwie warmińsko-mazurskim, w powiecie iławskim, w gminie Iława, w pobliżu rzeki Drwęca.
Wieś jest położona na północ od Iławy w kierunku Ostródy i Olsztyna przy drodze krajowej nr 16.

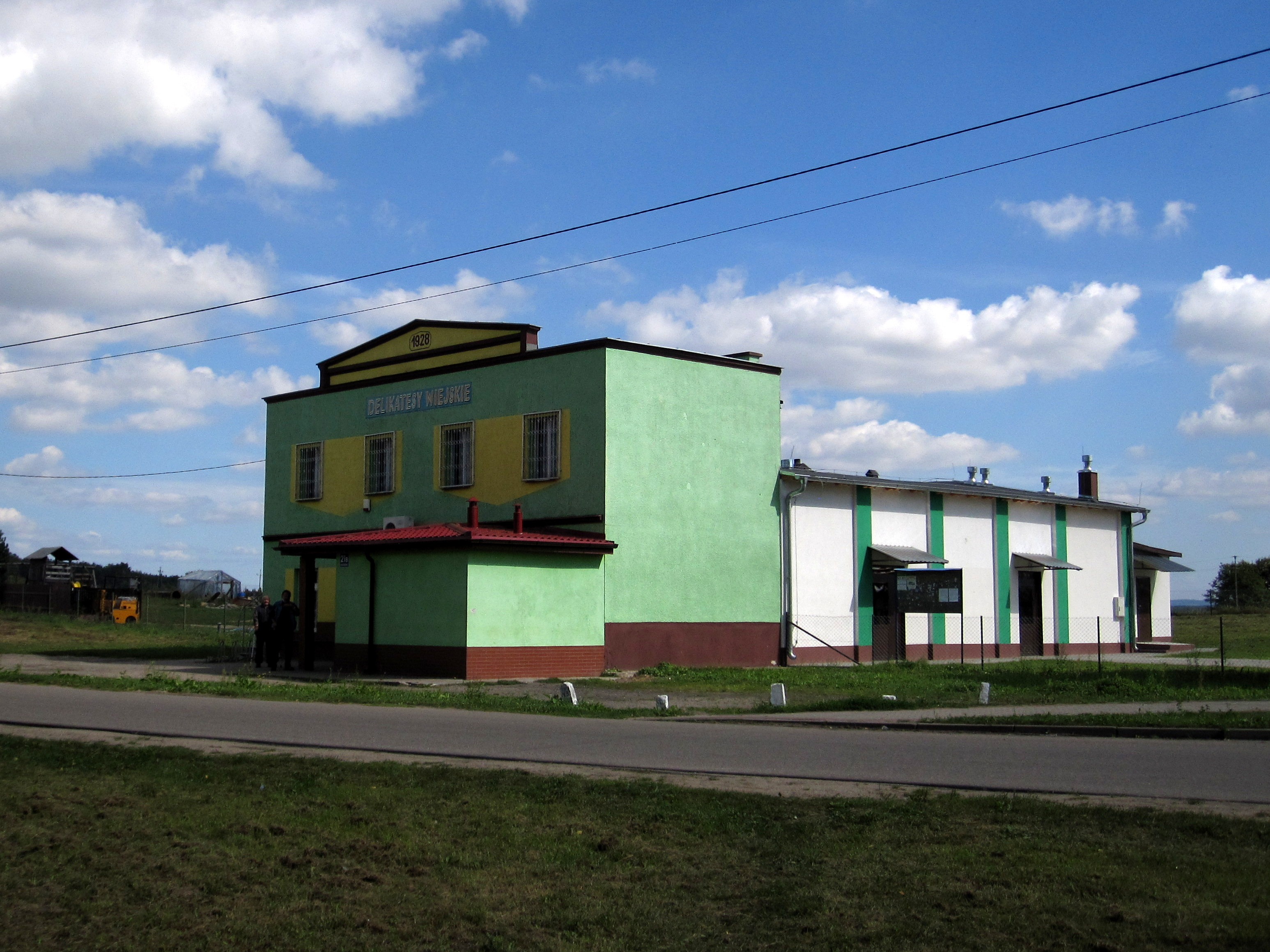
Sklep we Franciszkowie

## Integralne części wsi
| SIMC    | Nazwa              | Rodzaj                    |
| ------- | ------------------ | ------------------------- |
| 0475097 | Borek              | część wsi (przed 2023 r.) |
| 0475105 | Franciszkowo Dolne | część wsi                 |
| 0475111 | Pikus              | część wsi (przed 2023 r.) |

## Historia
W 1789 roku w majątku we Franciszkowie było 21, a w roku 1817 – 16 domów. Mieszkało tam wówczas 108 osób. Od 1831 roku Franciszkowo jest opisywane jako wieś. Jednocześnie funkcjonował wciąż majątek, należący przed końcem XIX wieku do Carla von Brederlow.
W latach 1954–1959 wieś należała i była siedzibą władz gromady Franciszkowo, po jej zniesieniu w gromadzie Rudzienice. W latach 1975–1998 miejscowość administracyjnie należała do województwa olsztyńskiego.

## Infrastruktura
- Kaplica rzymskokatolicka pw. Matki Boskiej Częstochowskiej
- GS Detal Sklep Spożywczo-Przemysłowy
- Szkoła Podstawowa we Franciszkowie